# تشاي سقرلو
تشاي سقرلو هي قرية في مقاطعة نير، إيران. عدد سكان هذه القرية هو 150 في سنة 2006.